# Янова Легота
Янова Легота (словац. Janova Lehota, венг. Jánosgyarmat) — деревня в центральной Словакии, в районе Жьяр-над-Гроном, Банскобистрицкого края.
Расположена на южном склоне горного массива Кремницке Врхи на берегу Легоцкого потока.
Население на 31.12.2015 г. составляло 975 жителя.

## История
Янова Легота основана в ходе немецкой колонизации XIV—XV веков. Первое письменное упоминание относится к 1487 году. С 1776 года относилась в епархии Банска-Быстрицы.

## Население
| Год:                | 1994 | 2004    | 2014    | 2024    |
| ------------------- | ---- | ------- | ------- | ------- |
| Количество человек: | 826  | 863     | 927     | 917     |
| Разница:            |      | +4,47 % | +7,41 % | −1,07 % |

По данным 2001 года в деревне проживали:
- Словаки — 93,76 %
- Чехи — 1,06 %
- Немцы — 2,35 %
- Поляки — 0,12 %
- Цыгане — 0,59 %
- Русины — 0,71 %
- Украинцы — 1,29 %.

Около 81 % — католики.

## Достопримечательности
- Римско-католический костел Божьего Сердца Иисуса (1487)
- Часовня Девы Марии (1739).